# Маттео Ловато
Маттео Ловато (італ. Matteo Lovato, нар. 14 лютого 2000, Монселіче, Італія) — італійський футболіст, центральний захисник клубу «Салернітана».
На правах оренди грає в «Сассуоло».

## Ігрова кар'єра

### Клубна
Займатися футболом Маттео Ловато почав в молодіжних командах клубу «Падова». Пізніше він перейшов до «Дженоа». Але на професійному рівні футболіст дебютував саме в складі «Падова» — 25 серпня 2019 року у матчі Серії С.
Та вже в січні 2020 року Ловато перейшов до складу «Верони». 18 липня 2020 року у матчі проти «Аталанти» футболіст зіграв перший матч в Серії А. Весь наступний сезон захисник провів як гравецб основи «Верони». 
Влітку 2021 року Ловато перейшов до «Аталанти», з якою підписав чотирирічний контракт. Провів в команді лише шість матчів і в січні 2022 року відбув в оренду до кінця сезону в «Кальярі».
В липні 2022 року Ловато знову змінив клуб, приєднавшись до «Салернітани», з якою підписав контракт на п'ять років. Другу половину сезону 2023/24 футболіст провів в оренді в «Торіно». Але туринський клуб не скористався опцією викупу контракту гравця і новий сезон Ловато почав також в оренді — в клубі Серії В «Сассуоло».

### Збірна
В листопаді 2020 року Маттео Ловато дебютував у складі молодіжної збірної Італії.